# Carex perraudieriana
Carex perraudieriana là một loài thực vật có hoa trong họ Cói. Loài này được (Kük. ex Bornm.) Gay ex Kük. mô tả khoa học đầu tiên năm 1909.